# Takeshi Shimizu
Takeshi Shimizu (清水 武士 Shimizu Takeshi?), född 18 augusti 1975 i Yamanashi prefektur, är en japansk före detta fotbollsspelare.
Shimizu började sin karriär 1994 i Bellmare Hiratsuka. Efter Bellmare Hiratsuka spelade han för Ventforet Kofu. Han avslutade karriären 1999.